# Île Foch
Île Foch is een onbewoond eiland, onderdeel van de archipel de Kerguelen in het zuiden van de Indische Oceaan. Deze eilanden zijn onderdeel van de Franse Zuidelijke en Antarctische Gebieden, een overzees gebiedsdeel van Frankrijk. Het eiland is genoemd naar maarschalk van Frankrijk Ferdinand Foch.

## Geografie
Île Foch ligt voor de noordkust van Grande Terre, het hoofdeiland van de Kerguelen. Het eiland wordt hiervan gescheiden door de smalle zeestraat Tucker strait. Ten noordwesten van Île Foch ligt Île Saint-Lanne Gramont; beide eilanden worden gescheiden door de Baie de Londres. Ten noorden van het eiland liggen de eilanden Île Mac Murdo en Île Howe.
Île Foch is het op een na grootste eiland van de Kerguelen met een oppervlakte van 206 km². Het hoogste punt is Pyramide Mexicaine met 687 meter.

## Beschermd gebied
Omdat Île Foch het grootste eiland van de Kerguelen is zonder geïntroduceerde diersoorten (geen konijnen, katten, muizen en ratten) wordt het gebruikt als referentie voor het oorspronkelijke ecosysteem van de Kerguelen. Om de introductie van nieuwe soorten te voorkomen, is de toegang tot het eiland zwaar gereguleerd en beperkt tot alleen wetenschappelijk onderzoek.
Het eiland is samen met andere grote eilanden zoals Île Saint-Lanne Gramont en Île Howe en enkele kleinere eilanden aangewezen door BirdLife International als een Important Bird Area (IBA) vanwege zijn waarde als broedplaats voor met name zeevogels. Ten minste 29 soorten nestelen in deze IBA.